# UFC Fight Night: Manuwa vs. Anderson
UFC Fight Night: Manuwa vs. Anderson var en MMA-gala som arrangerades av Ultimate Fighting Championship och ägde rum 18 mars 2017 i London i England. 

## Resultat
1. ↑  Catchweight 140 lbs.'"`UNIQ--ref-00000004-QINU`"'